# Liste der Monuments historiques in Saint-Maurice-aux-Forges
Die Liste der Monuments historiques in Saint-Maurice-aux-Forges führt die Monuments historiques in der französischen Gemeinde Saint-Maurice-aux-Forges auf.

## Liste der Objekte
| Bezeichnung                | Beschreibung                                    | Standort                        | Kennzeichnung | Schutzstatus | Datum | Bild |
| -------------------------- | ----------------------------------------------- | ------------------------------- | ------------- | ------------ | ----- | ---- |
| Gemälde Heiliger Sebastian | Ölfarbe auf Leinwand, Ende des 18. Jahrhunderts | in der Kirche St-Maurice (Lage) | PM54001874    | Classé       | 1974  |      |